# Toxotidae
Toxotidae é uma família de peixes da subordem Percoidei, superfamília Percoidea.

## Espécies
- Toxotes blythii Boulenger, 1892.

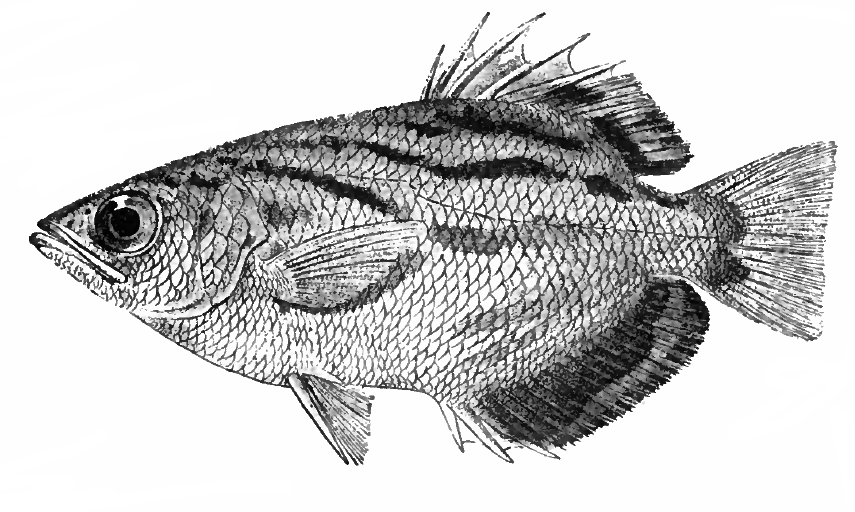
Toxotes blythii

- Toxotes chatareus (Hamilton, 1822).
- Toxotes jaculatrix (Pallas, 1767).
- Toxotes kimberleyensis Allen, 2004.
- Toxotes lorentzi Weber, 1910.
- Toxotes microlepis Günther, 1860.
- Toxotes oligolepis Bleeker, 1876.